# ジンメンカメムシ
ジンメンカメムシ（人面亀虫）は、昆虫綱半翅目に属するカメムシの一種。背中を頭部を下にしてみると、人の顔のように見えることからその名がある。学名は「悪魔の顔」に由来。

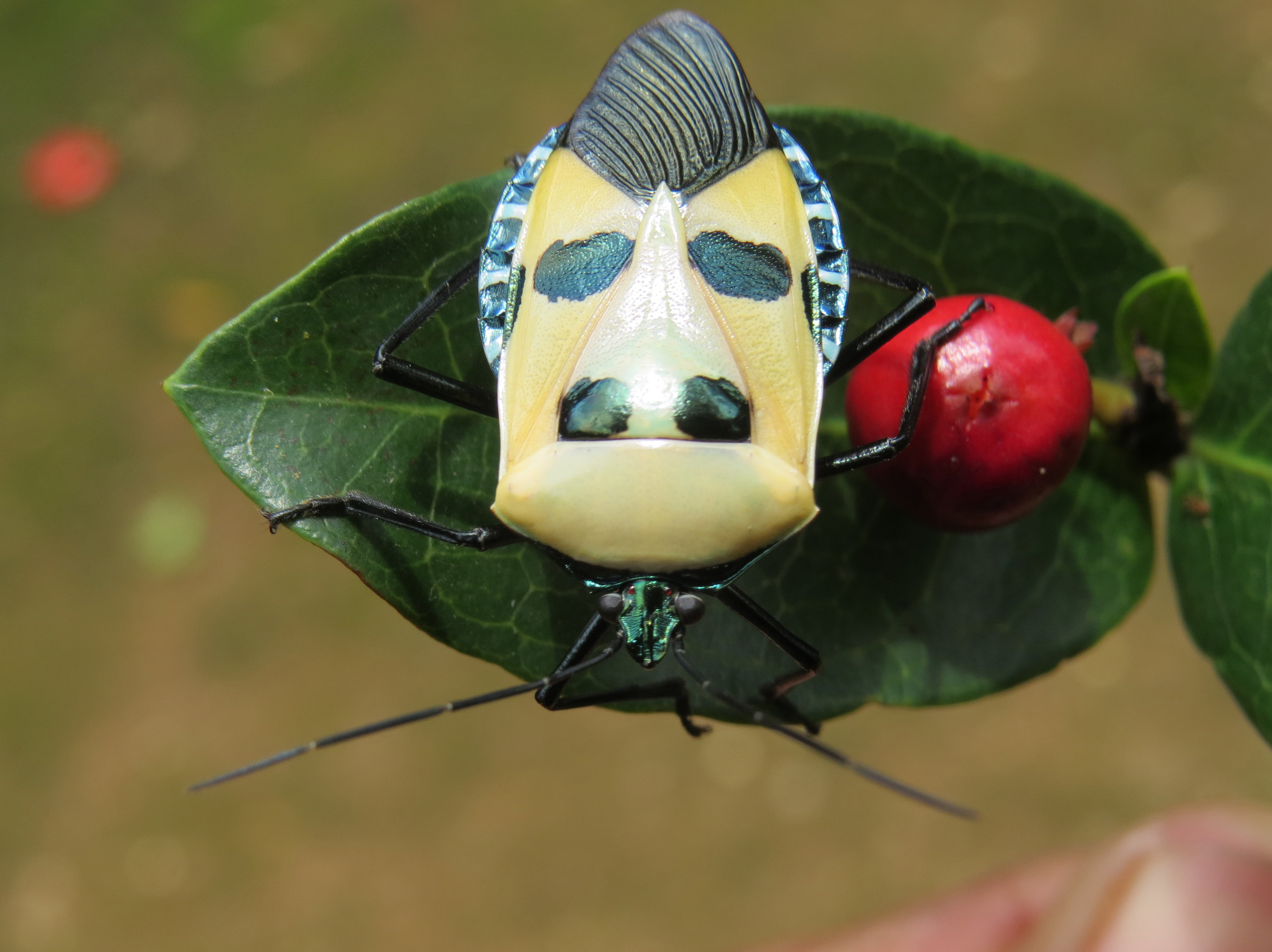
Catacanthus incarnatus

東南アジアに生息し、インド、マレー半島、スマトラ島、ジャワ島、カリマンタン島に生息する。
体長は数cm程。前胸背板が顎、小楯板が鼻、両翅は黄色く、目に似せた黒い斑点があり、縁には髪に似せて黒と白交互に模様が並んでいる。人の顔と関係ない頭部と脚は黒く、目立たないようになっている。個体によって表情が異なって見える。
同じ属の他の種もジンメンカメムシとの名前がつくが、大体の模様は変わらないものの色が異なるため、本種に比べれば見劣りする。